# Nohant-en-Graçay
Nohant-en-Graçay ist eine französische Gemeinde mit 292 Einwohnern (Stand: 1. Januar 2022) im Département Cher in der Region Centre-Val de Loire; sie gehört zum Arrondissement Vierzon und zum Kanton Vierzon-2. Die Bewohner werden Nohantais und Nohantaises genannt.
Die Gemeinde erhielt die Auszeichnung „Zwei Blumen“, die vom Conseil national des villes et villages fleuris (CNVVF) im Rahmen des jährlichen Wettbewerbs der blumengeschmückten Städte und Dörfer verliehen wird.

## Geographie
Nohant-en-Graçay liegt etwa 40 Kilometer westnordwestlich von Bourges. Umgeben wird Nohant-en-Graçay von den Nachbargemeinden Genouilly im Norden, Massay im Osten, Saint-Pierre-de-Jards im Südosten, Luçay-le-Libre im Süden sowie Graçay im Westen.
Durch den Süden der Gemeinde führt die Autoroute A 20.

## Bevölkerungsentwicklung
| Jahr                       | 1962 | 1968 | 1975 | 1982 | 1990 | 1999 | 2006 | 2012 | 2019 |
| -------------------------- | ---- | ---- | ---- | ---- | ---- | ---- | ---- | ---- | ---- |
| Einwohner                  | 427  | 398  | 370  | 318  | 296  | 306  | 311  | 300  | 300  |
| Quellen: Cassini und INSEE |      |      |      |      |      |      |      |      |      |

## Sehenswürdigkeiten
- Romanische Kirche Saint-Martin aus dem 11. Jahrhundert, Joch mit aufgesetztem Kirchturm ist seit 1921 als Monument historique klassifiziert
- Schloss Le Chesne aus dem 18. Jahrhundert
- zwei Waschhäuser
- Haus Zulma Carrauds, Freundin Balzacs und Schriftstellerin

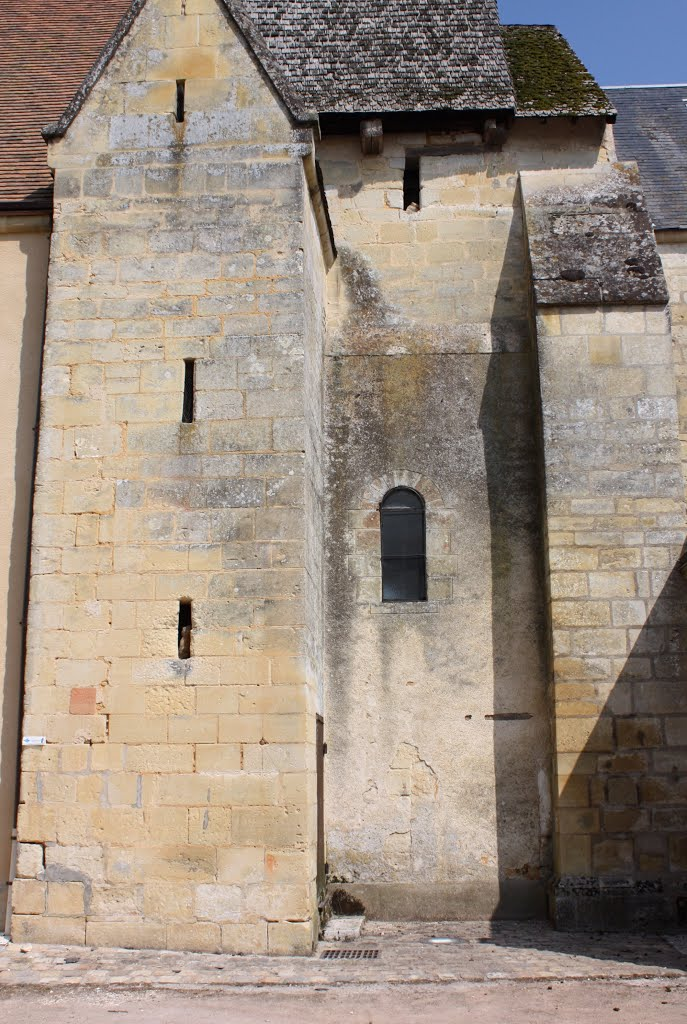
Kirche Saint-Martin
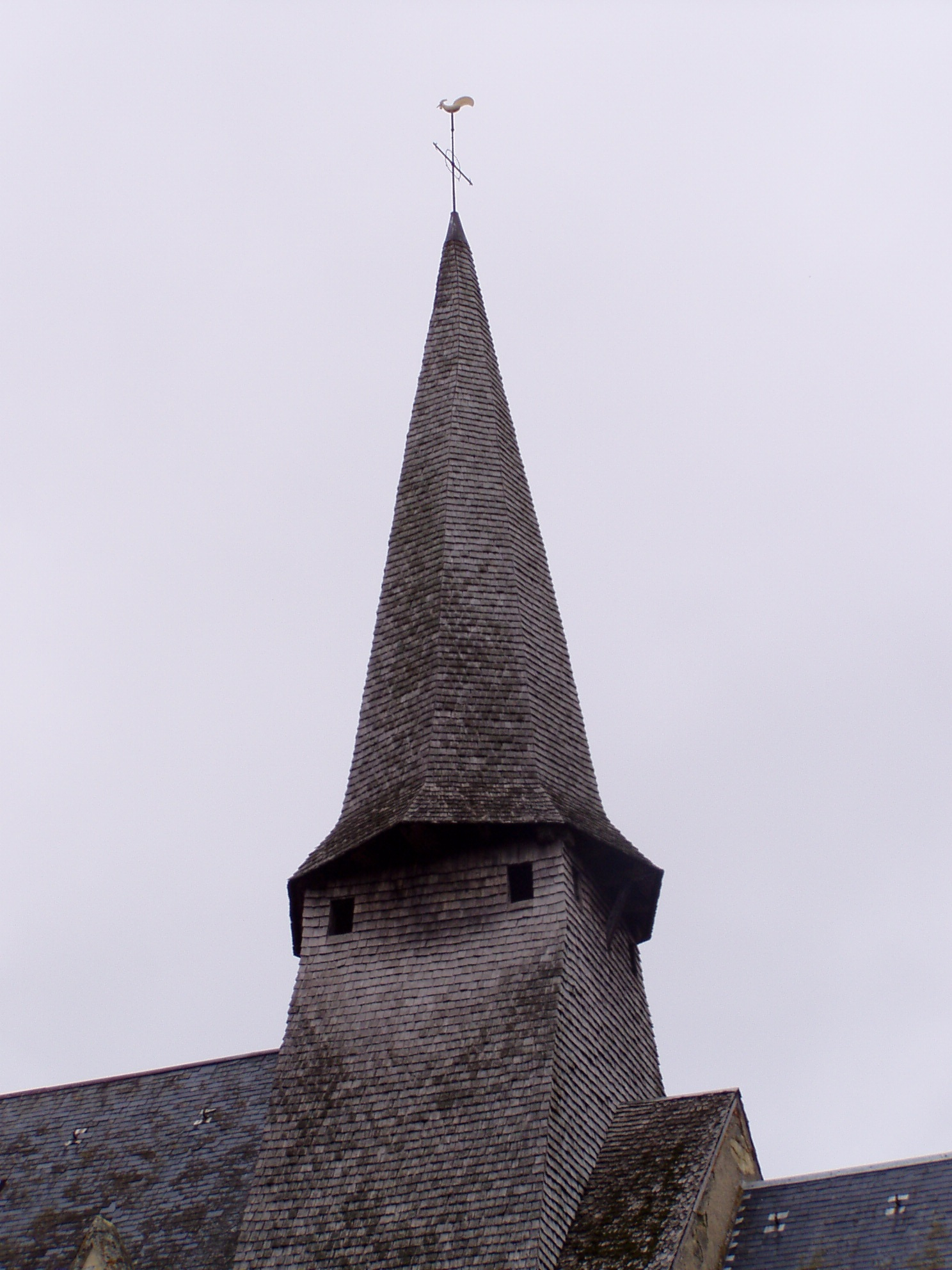
Kirchturm
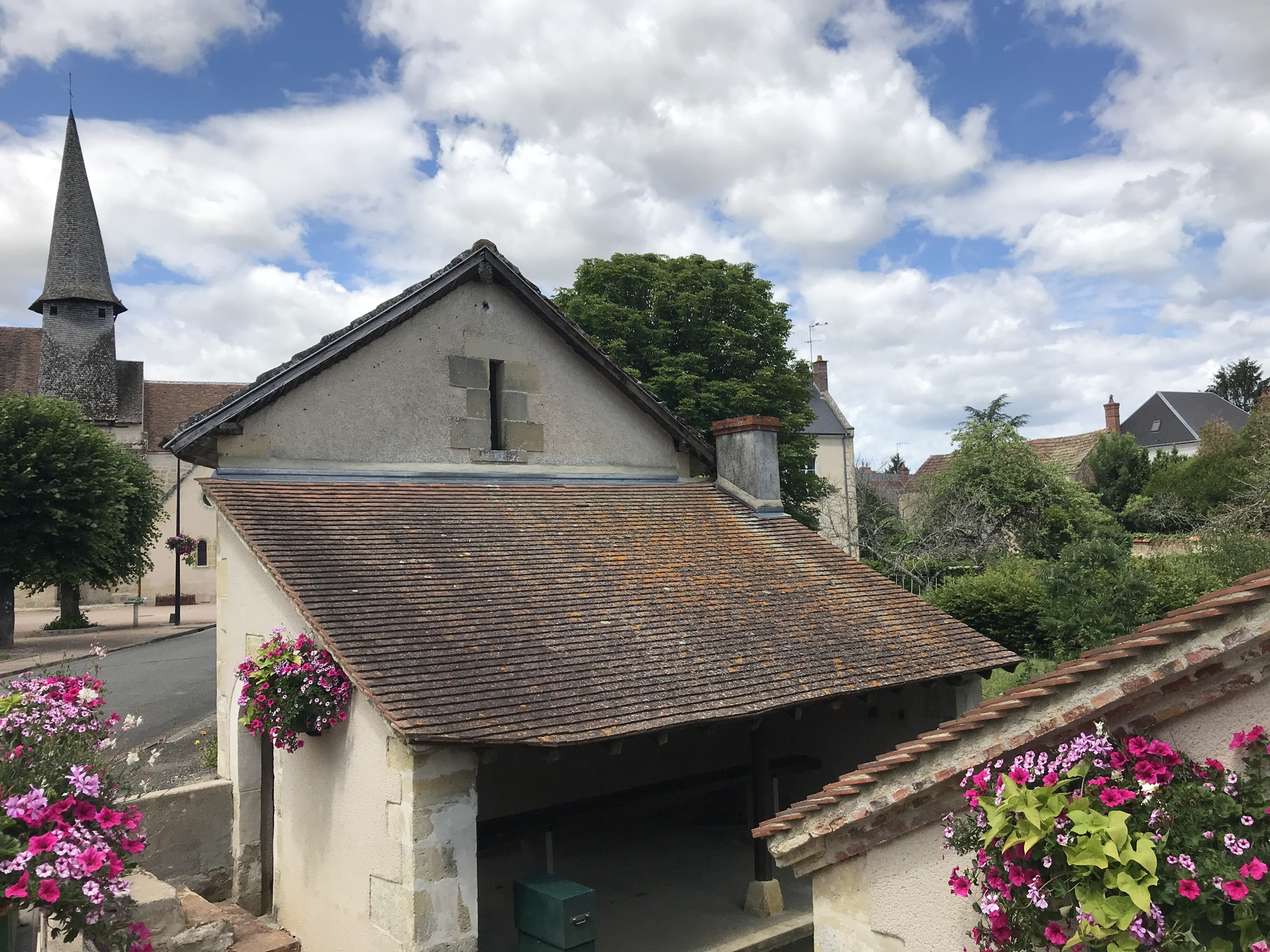
Zwei Waschhäuser
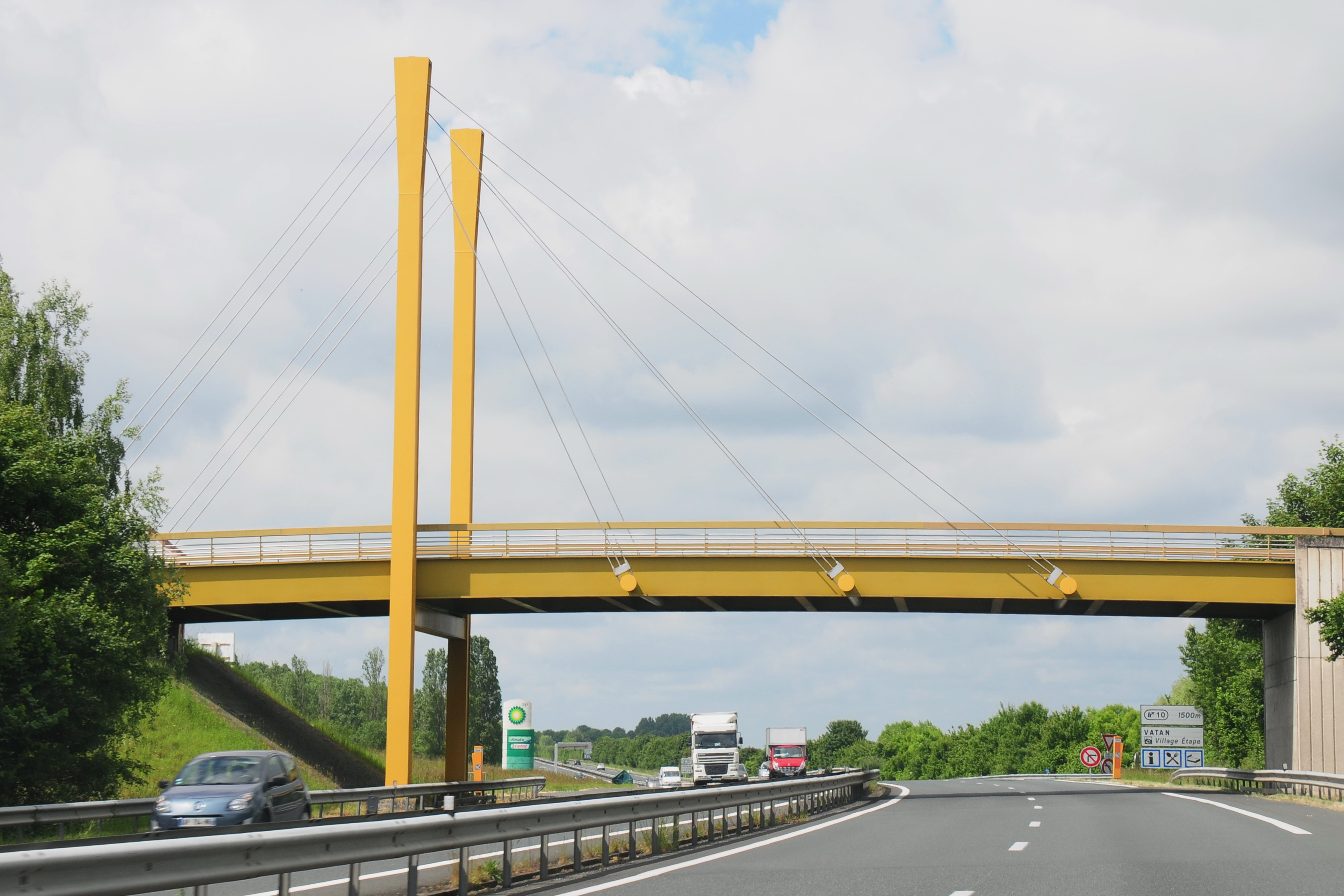
Brücke der Straße D 2020 über die A 20 im Süden der Gemeinde